# Cateter de balão
| Cateter de balão                                                |
| --------------------------------------------------------------- |
| Cateter de balão sendo utilizado em uma angioplastia coronária. |
| Informações                                                     |
| Nome completo: cateter de balão                                 |
| Campo da medicina: hemodinâmica                                 |
| Tipo de intervenção: percutânea, minimamente invasiva           |
|                                                                 |
| Aviso médico                                                    |
| Enfatiza-se a leitura de A Wikipédia não dá conselhos médicos   |

Cateter de balão é um tipo de cateter com um balão inflável na sua extremidade. Seu uso mais comum é na angioplastia, ampliando por expansão o lúmen em artérias e veias obstruídas, restabelecendo assim o fluxo normal do sangue. Quando necessário na angioplastia, o cateter de balão também pode realizar a implantação de stents.
O cateter é introduzido no vaso sanguíneo com o balão desinflado até atingir o objetivo, e então é inflado para executar o procedimento necessário. Depois de concluído o procedimento, é novamente desinflado e removido.

## Aplicações

### Angioplastia
Os cateteres de balão utilizados na angioplastia são de design over-the-wire (guiados por fio) ou rapid exchange (troca rápida), que são cerca de 90% do mercado de intervenção coronária. Os cateteres guiados por fio são úteis em vias vasculares altamente tortuosas, no entanto têm um tempo de deflação maior e menor capacidade de compressão.
Na angioplastia, o cateter de balão é usado para comprimir a placa dentro de uma artéria obstruída, podendo também ser utilizado na implantação de stents durante o procedimento. Quando o balão é inflado, o stent é expandido e permanece dentro da artéria após a remoção do cateter com o balão desinflado. Os stents que são usados em conjunto com um cateter de balão são conhecidos como stents expansíveis por balão.

### Pneumologia e cardiologia
Os cardiologistas Jeremy Swan e William Ganz desenvolveram no início dos anos 70, uma técnica que permitia o registro dos parâmetros hemodinâmicos das artérias pulmonar e coronárias, utilizando um cateter de balão, que ficou conhecido como cateter de Swan-Ganz. Com o desenvolvimento tecnológico dos transdutores eletrônicos, e a descoberta de anticoagulantes como a heparina, a técnica foi aperfeiçoada, possibilitando uma maior precisão nas medidas dos parâmetros. A partir dos anos 80, o procedimento tornou-se de rotina nas UTI's, permitindo a aferição dos parâmetros fisiológicos com maior rapidez e facilitando o tratamento em casos mais graves como infarto e insuficiência respiratória aguda.

### Pieloplastia uretral
Um cateter de balão uretral [en] é utilizado para tratar obstruções da junção ureterpélvica, causadas por fatores intrínsecos da parede da uretra, como fibroses e hipertrofia. Também são utilizados no tratamento de doenças do trato urinário, desviando a urina para o canal ileal, procedimento conhecido como bexiga de Bricker [en], procedimento significativamente menos invasivo do que outros no tratamento da uropatia obstrutiva [en].